# Папанин (посёлок)
Папанин (бел. Папа́нін) — посёлок в Руднемаримоновском сельсовете Гомельского района Гомельской области Республики Беларусь.
На востоке граничит с лесом.

## Этимология
Бывший Заскар переименовали в честь экспедиции знаменитого полярника Ивана Дмитриевича Папанина.

## География

### Расположение
В 31 км на юго-запад от Гомеля.

## Транспортная сеть
Транспортные связи по просёлочной, затем автомобильной дороге Михальки — Калинковичи — Гомель. Планировка состоит из прямолинейной улицы, ориентированной с юго-востока на северо-запад и застроенной двусторонне, деревянными домами усадебного типа.

## История
Первоначальное название Заскар, и Хутары (мест.) Основан как летние селища в период столыпинских реформ путём выкупа земель (хуторов) крестьянами д. Рудня-Маримонова, посредством банковских кредитов. В 20-30 г., в период раскулачивания, массовое переселение т.н. кулаков из д. Рудня-Маримонова в д. Заскар.
Основан в 1920-х годах переселенцами из соседних деревень. В 1932 году жители вступили в колхоз. Во время Великой Отечественной войны 8 жителей погибли на фронте. В 1959 году в составе совхоза имени В.А. Некрасова (центр — деревня Рудня-Маримонова).

## Население

### Численность
- 2004 год — 36 хозяйств, 61 житель.

### Динамика
- 1959 год — 223 жителя (согласно переписи).
- 2004 год — 36 хозяйств, 61 житель.